# Mary Locke
Mary "Muds" Locke (1863-1943) est une Irlandaise, directrice de la distillerie Locke.

## Biographie
Mary Locke est née Mary Edwards en 1863. Lorsque son père meurt alors qu'il travaille comme ingénieur sur les chemins de fer à Mullingar sous William Dargan, la famille est laissée appauvrie. À 17 ans, elle épouse John Edward Locke, le fils de John et Mary Anne Locke en 1881. Le couple vit à Brusna House à côté de la distillerie Locke (actuellement Kilbeggan Distillery). Ils ont deux filles, Mary Evelyn connue sous le nom de Sweet et Florence Emily connue sous le nom de Flo,.
En raison de son intérêt pour la chasse et la chasse à Westmeath, Locke gagne le surnom de « Muds » (boue). Elle a un certain nombre d'affaires extraconjugales avec des hommes dans la région, ce qui a conduit son mari à la forcer à quitter leur maison en 1895. Il entame une procédure de divorce en février 1896. Cela attire beaucoup d'attention en raison de l'importance de la famille Locke et de leur association avec le couvent Mercy à Kilbeggan. Une fois le divorce finalisé, Locke reçoit une allocation annuelle de 600 £. Malgré ces circonstances contraignantes, elle continue à participer à la chasse à Westmeath et est parmi les premières femmes de Westmeath à conduire une voiture. Après son divorce, elle vit dans la maison Ballinagore, près de Kilbeggan avec ses enfants.
Locke se rend en France après le début de la Première Guerre mondiale, travaillant dans divers hôpitaux avec la Croix-Rouge. Elle retourne en Irlande et travaille avec l'hôpital auxiliaire de la Croix-Rouge de Westmeath à Mullingar. Plus tard, elle reçoit des médailles du gouvernement français pour son travail. Elle est actionnaire de la distillerie de Locke après la mort de son ex-mari en 1920, mais ne devient directrice qu'à la mort de son beau-frère, James Harvey Locke. Elle occupe ce poste jusqu'à sa mort, mais a un rôle limité dans l'entreprise. Locke meurt en 1943 dans une maison de retraite de Dublin.